# ولاية مطرح

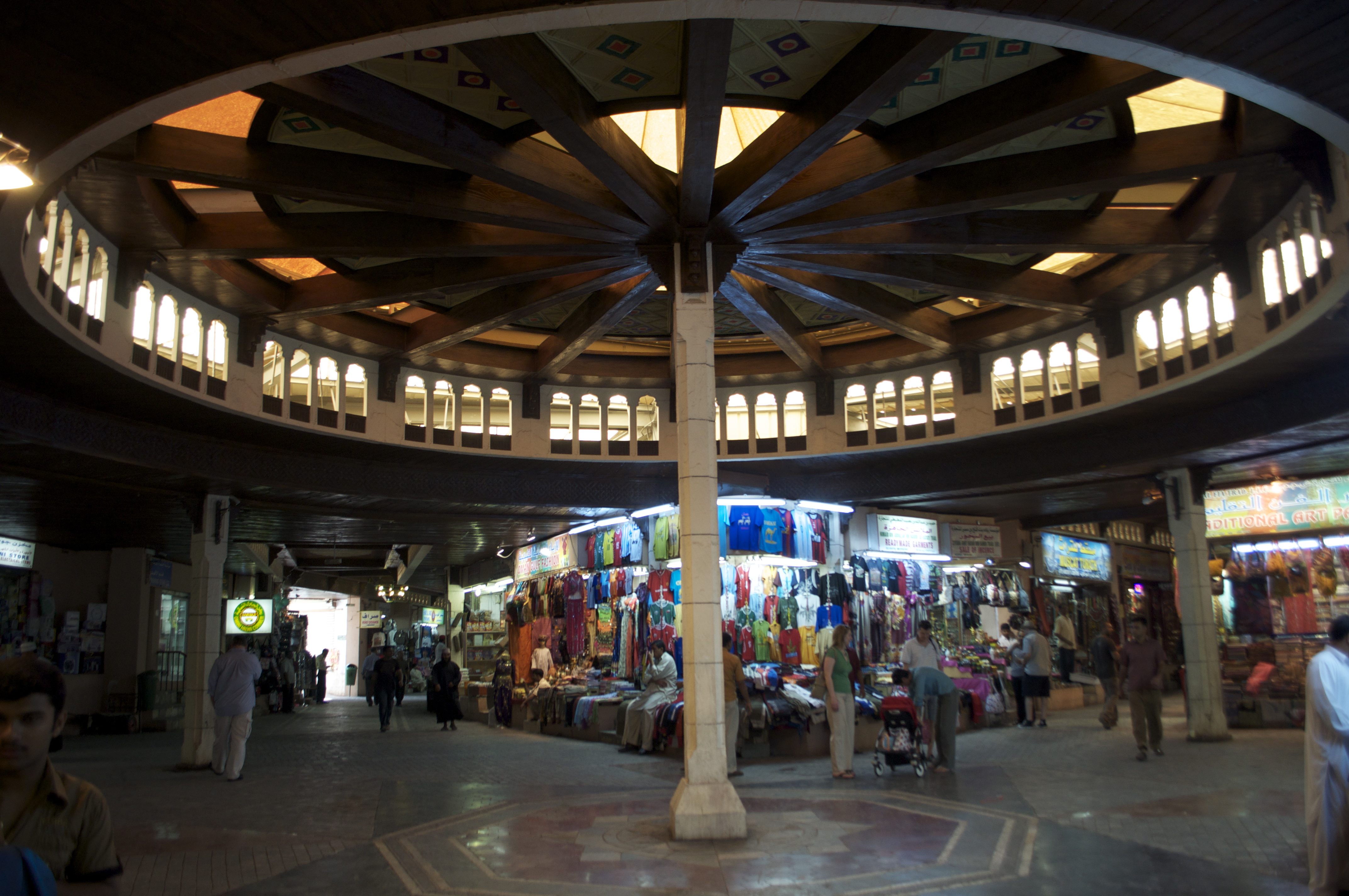
سوق مطرح القديم في مسقط، عمان

'ولاية مطرح'؛ تقع في العاصمة العمانية مسقط، وهي إحدى أهم المدن في التاريخ العُماني إذ يعود عمرها للألف الثالثة قبل الميلاد، تقع مطرح في الجزء الشمالي الشرقي من سلطنة عُمان حيث تطل على شاطئ بحر عُمان الذي يتربط هو الآخر تاريخياً وجغرافياً بالهند والصين وبلاد فارس وشرقي أفريقيا وكذلك البحرين وهو ما جعلها منطقة تجارية هامة عبر التاريخ.
بها أهم الموانئ بالبلاد وهو ميناء السلطان قابوس الذي يعج بحركة نقل وتصدير السلع بمختلف أنواعها والمكتظ بالمراكب المحملة بالأفواج السياحية القادمة للإستمتاع بما تكتنزه هذه المدينة من قلاعٍ وأبراج عتيقة وأزقة ضيقة وسوقٍ به عبق التاريخ، ويعد سوق مطرح الشهير أقدم أسواق السلطنة إذ يعود عمره لأكثر من مائتي عام تقريباً ويشبه إلى حدٍ كبير الأسواق التراثية القديمة في إيران والمغرب وتركيا.

## تسميتها
سميت بهذا الاسم دلالة على وجود مرسى السفن حيث يقال (طرحت السفينة مرساتها) بمعنى رست ووقفت وهناك من يقول بأن مطرح دلالة على طرح البضائع.

## السياحة

### كورنيش مطرح
```
هو الواجهة الأولى للزوار، حيث ترسى بعض السفن القديمة والحديث
```

### سوق مطرح الشعبي القديم
المميز بطابعه العمراني القديم،المختص ببيع الفضيات،الذهب، الملابس والأقمشة، التذكارات السياحية، وأنواع من التوابل والأعشاب و البخور. يمتد هذا السوق لعمق ولاية مطرح القديمة فيعرف محلياً بسوق الظلام.

### مبخرة مطرح
تقع هذه التحفة المعمارية في قمة جبل في حديقة الريام، حيث تُضاء مساءا بألوان زاهية لتصبح مشهد سياحي جذاب لعدسات المصورين.

### قلعة مطرح
التي تسمى (كوت مطرح) واحدة من أبرز القلاع في سلطنة عمان، والتي فتحت أبوابها للزوار، حيث يمكنهم الاستمتاع بمنظر خلاب من قمة الجبل الذي بٌنيت عليه مُحاذيا للشاطئ. القلعة لها ستة أبراج متفرقة بنيت في عهد البرتغاليين أثناء احتلالهم لمسقط عام 1578م، وكانت مقراً للحكم أثناء ولاية السيد سعيد بن سلطان البوسعيدي

## مطرح من عيون الأدباء
لموقع مطرح الجغرافي وشهودها لأحداث تاريخية مهمة في شتى المجالات: السياسية، الاقتصادية، العسكرية، الثقافية والتعليمية، حَظِيت بإهتمام الكُتَاب العمانييون في مختلف أصناف الأدب والشعر.
حضنت أحداث رواية دلشاد للروائية بشرى خلفان، كما تغنى بها سيف الرحبي في قصيدته التي ضُمت لمناهج المدارس (قصيدة حب إلى مطرح).

## معرض صور

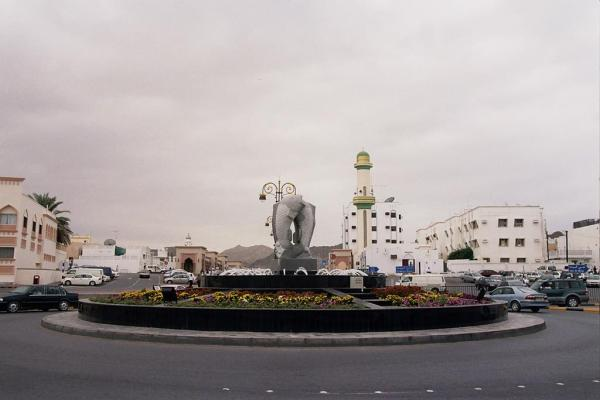
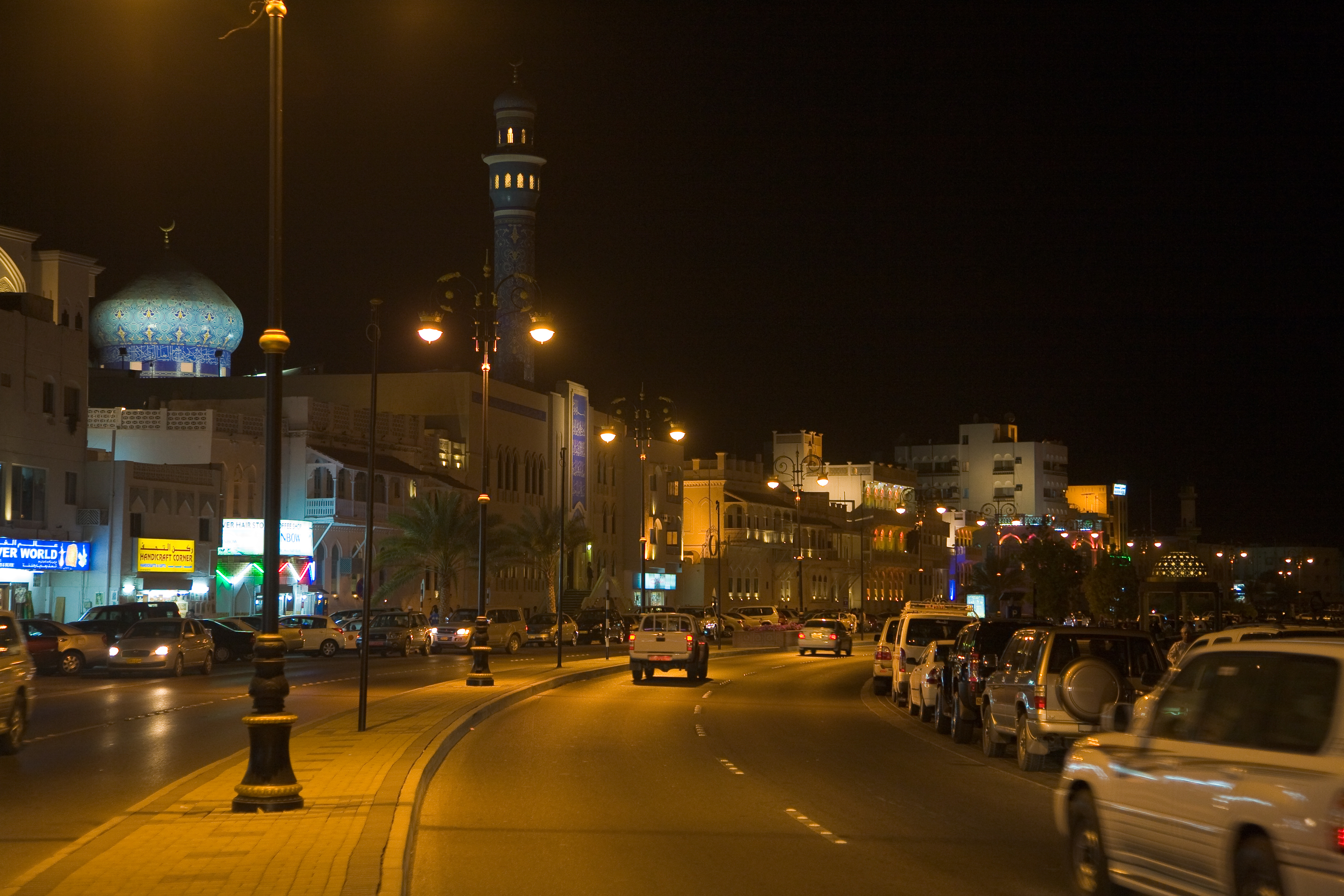
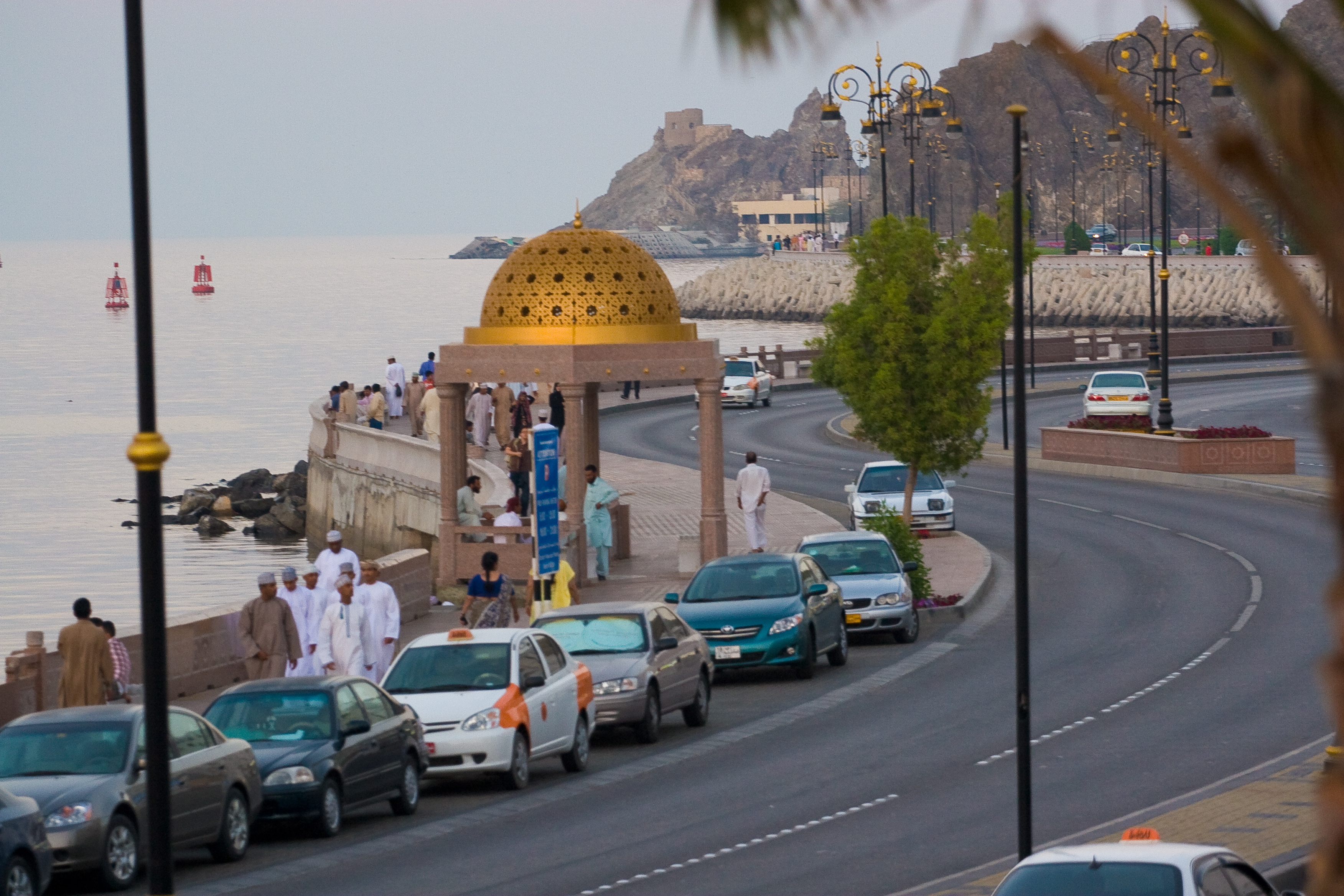
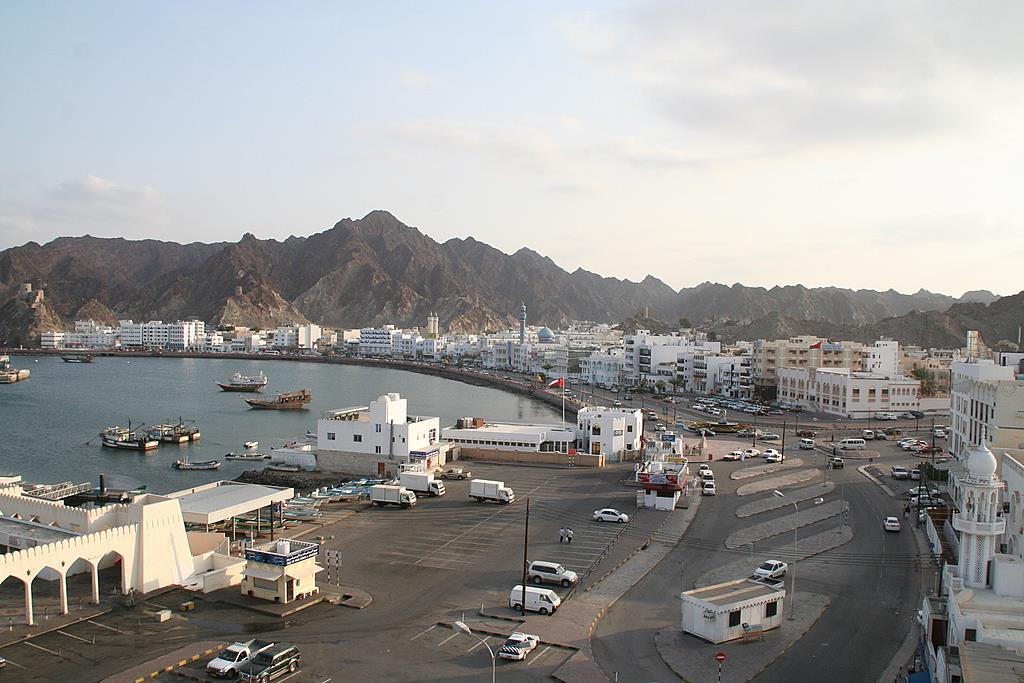
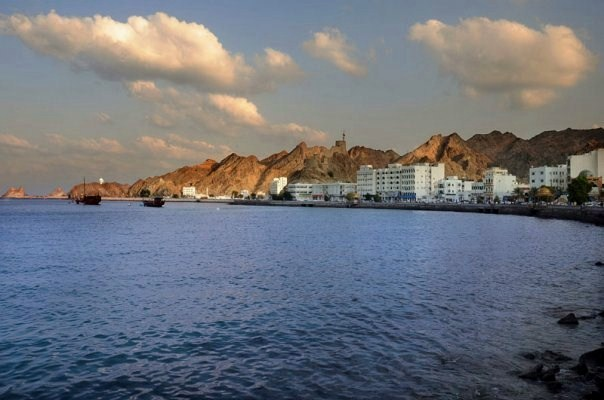
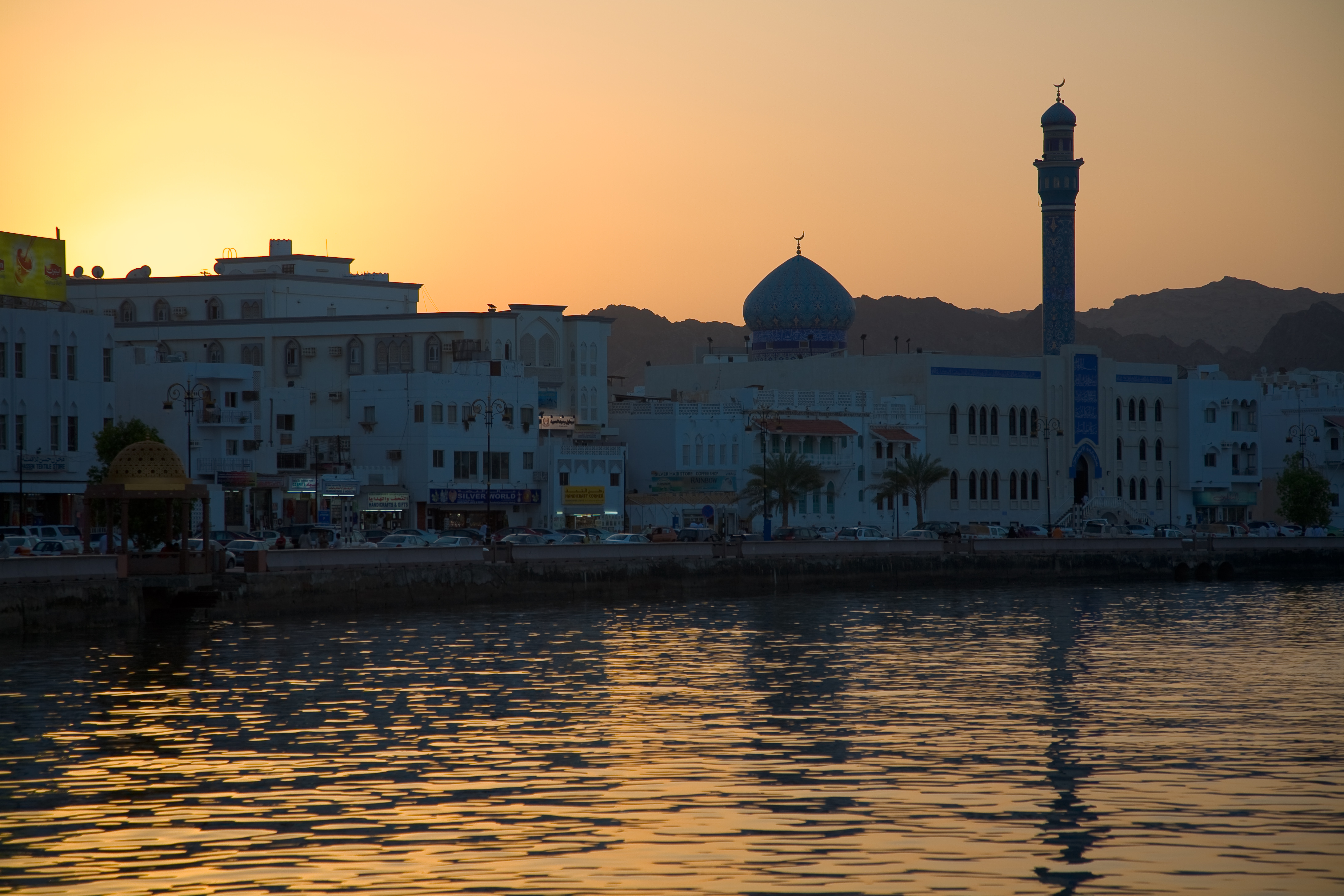

## انظر ايضاً
- ولاية بوشر
- ولاية نزوى
- ولاية صور